# Stewartsville
Stewartsville é uma cidade localizada no estado americano de Missouri, no Condado de DeKalb.

## Demografia
Segundo o censo americano de 2000, a sua população era de 759 habitantes.
Em 2006, foi estimada uma população de 744, um decréscimo de 15 (-2.0%).

## Geografia
De acordo com o United States Census Bureau tem uma área de
2,5 km², dos quais 2,5 km² cobertos por terra e 0,0 km² cobertos por água.

## Localidades na vizinhança
O diagrama seguinte representa as localidades num raio de 20 km ao redor de Stewartsville.